# Franck Rivollier
 (décembre 2024).
Franck Rivollier Nkolo, né le 20 avril 2001 à Saint-Étienne, est un footballeur français, jouant au poste d'avant-centre au Hapoël Petah-Tikva.

## Début
C'est un joueur de football français, qui joue en Bulgarie au Spartak Varna. Il commence sa carrière junior en 2009 au , un petit de club de football situé à quelques kilomètres de Montpellier. Après avoir quitté le club en 2011 il rejoindra par la suite deux autres petits clubs amateurs entre 2012 et 2014. En 2016 il rejoint l'équipe de France des -16 ans, il fera son premier match en entrant au cours du jeu face à l'Ecosse le 27/09/2016, il y marquera 1 but.

## Entrée dans le monde professionnel
Après avoir commencé sa formation à Troyes, Franck Rivollier poursuit son développement pendant deux années à l'Olympique Lyonnais. En juin 2019, il signe son premier contrat professionnel avec le Stade Rennais en tant qu'attaquant droitier. Il intègre dans un premier temps la réserve pour faire ses preuves. En mai 2021, son contrat est prolongé d'un an, avec une option de deux années supplémentaires. Le 5 août suivant, il est prêté une saison à Saint-Brieuc, en troisième division. Après un prêt mitigé, il quitte le Stade Rennais en fin de contrat, en juin 2022. Il décide de rejoindre le ROC Charleroi, club de D1 amateur belge, il y fera 27 apparitions et marquera 3 fois. Après 1 saison en Belgique il décide de partir en Israël en rejoignant le Hapoel Afula FC, club de D2 israélienne situé au nord du pays. Il fera 34 apparitions et marquera 11 fois. Il est titulaire pour son premier match, le 24/08/2023 face au Maccabi Jaffa, où son équipe s'inclinera 5-1, c'est lui qui a marqué le seul but de cette rencontre. Après ce court passage en Israël, il décide de revenir en Europe pour signer au Spartak Varna le 4 août 2024 pour un contrat de deux ans se terminant en juin 2026. Après 9 apparitions il marque son premier but le 29 octobre 2024 face au Sayana Haskovo en Bulgarian Cup. Son équipe s'impose 4-0.

## Sources
(février 2025).
https://www.transfermarkt.fr/franck-rivollier/leistungsdaten/spieler/463621/plus/0?saison=2024
https://www.letelegramme.fr/sports/football/un-footballeur-breton-tente-de-fuir-la-guerre-en-israel-a-tout-moment-il-peut-y-avoir-une-roquette-6446893.php
https://www.fff.fr/equipe-nationale/joueur/7974-rivollier-franck/fiche.html
https://rougememoire.com/player/franck-rivollier